# Onelio Prandini
Onelio Prandini (Castelnuovo Rangone, 6 agosto 1937) è un politico italiano.

## Biografia
Inizia a lavorare all'età di 14 anni lavora in una macelleria e poi in una falegnameria di Modena. A 17 anni viene eletto segretario della FGCI di Castelnuovo Rangone. Scopre il mondo sindacale quando il segretario della CGIL lo incarica di seguire le questioni della Federterra. Nel 1956, all'età di 18 anni, si iscrive al Partito Comunista Italiano. Nel 1961 diviene segretario della FGCI modenese, che abbandona dopo l'elezione di Achille Occhetto alla segreteria nazionale della FGCI.
Fu il primo comunista italiano ad entrare nel comitato esecutivo mondiale per la cooperazione in rappresentanza della Confcooperative. Dal 1979 al 1987 fu presidente nazionale della Lega delle Cooperative.
Alle elezioni politiche in Italia del 1987 viene candidato dal PCI alla Camera dei deputati senza risultare eletto; ma poi diventa poi deputato nel gennaio 1988 dopo le dimissioni di Liliana Albertini. Dopo la svolta della Bolognina, dal 1991 aderisce al PDS. Termina il proprio mandato parlamentare nel 1992.

## Opere
- La cooperazione, Roma, Editori riuniti, 1982.